# Viator
Viator és una localitat de la província d'Almeria. L'any 2006 tenia 4.288 habitant. La seva extensió superficial és de 21 km² i té una densitat de 204,2 hab/km². Les seves coordenades geogràfiques són 36° 53′ N, 2° 25′ O. Està situada a una altitud de 95 metres i a 6 quilòmetres de la capital de la província, Almeria.

## Demografia
| 1996  | 1998  | 1999  | 2000  | 2001  | 2002  | 2003  | 2004  | 2005  | 2006  |
| ----- | ----- | ----- | ----- | ----- | ----- | ----- | ----- | ----- | ----- |
| 3.186 | 3.385 | 3.493 | 3.567 | 3.634 | 3.617 | 3.793 | 3.872 | 3.950 | 4.288 |